# Yarilo
Yarilo era o deus eslavo da fertilidade e do sexo. Era adorado sobretudo na época da Primavera, quando uma das virgens da aldeia era coroada sua rainha, na esperança de garantir que as sementes recém plantadas dessem frutos abundantes.